# Хмельницький фаховий музичний коледж імені Владислава Заремби
Хмельницький фаховий музичний коледж імені Владислава Заремби — музичний навчальний заклад у місті Хмельницькому.

## Відомості про училище

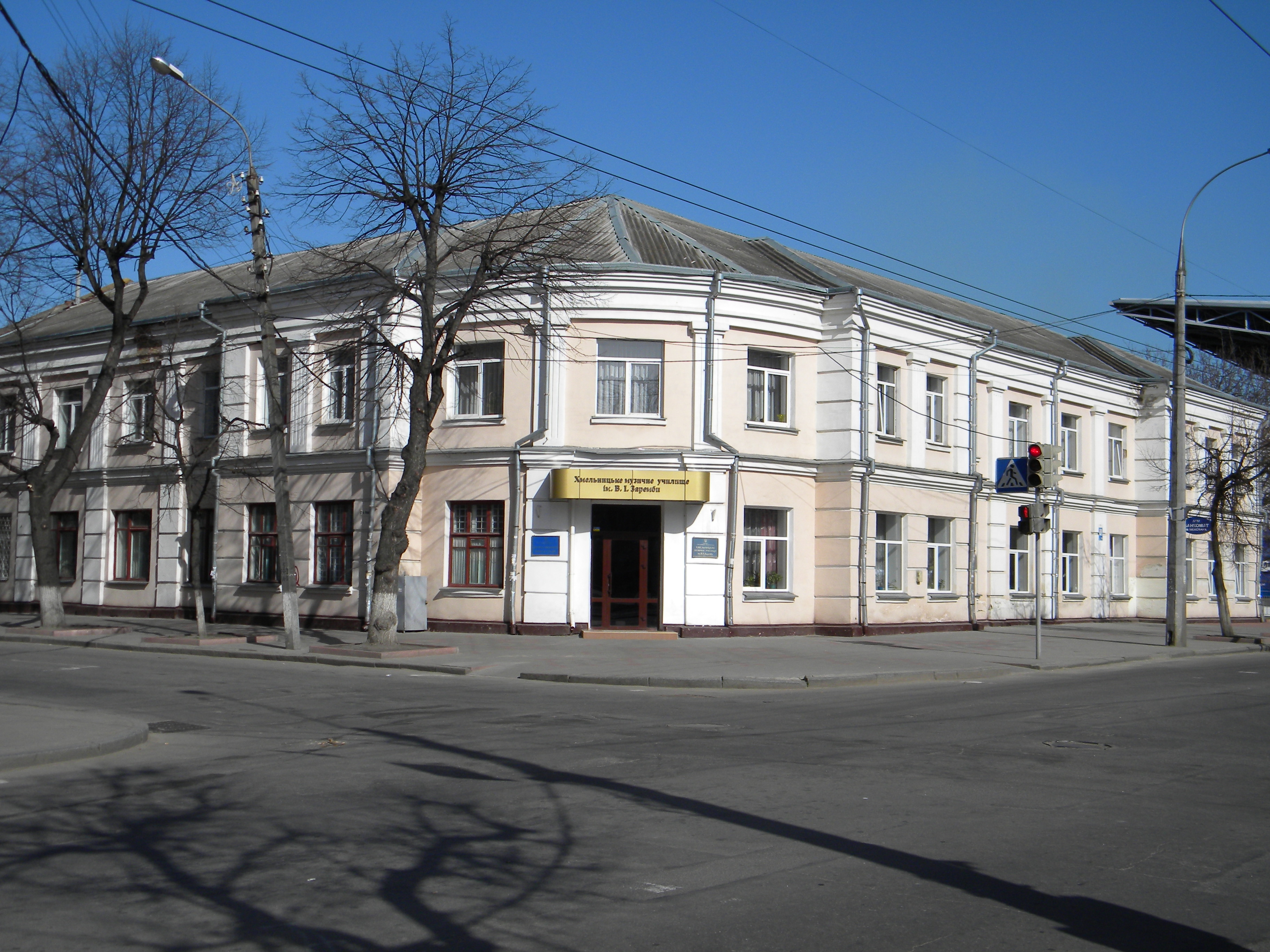
До 2018 року заклад розташовувався на вулиці Проскурівській

Училище засновано 21 січня 1959 року згідно з постановою № 43/9 виконкому Хмельницької обласної ради народних депутатів. Постановою Кабінету Міністрів України від 2 лютого 2000 року училищу надано ім'я українського музиканта Владислава Івановича Заремби.
1991 року було прийняте рішення побудувати на вулиці Прибузькій комплекс музичного училища, який повинен був складатись з нового корпусу, гуртожитку, музичної школи, спортивного та концертного залів.
У вересні 2017 року музичне училище отримало нове приміщення (вул. Прибузька, 8), яке будувалось протягом 25 років. 
Згідно рішення сесії обласної ради № 82-15/2017 від 27 вересня 2017 року заклад було перейменовано на Хмельницький музичний коледж імені Владислава Заремби.
Коледж готує музикантів із таких спеціальностей:
- фортепіано,
- оркестрові струнні інструменти,
- оркестрові духові та ударні інструменти,
- народні інструменти,
- хорове диригування,
- теорія музики,
- спів.

## Творчі колективи
У Хмельницькому музичному коледжі існують творчі колективи:
- симфонічний та камерний оркестри,
- духовий оркестр,
- естрадний оркестр,
- оркестр народних інструментів,
- хор,
- капела бандуристів,
- Народний оркестр

## Випускники
Серед випускників коледжу:
- народні артисти України: М.Балема, В.Газінський, Валентина Степова, Олександр Пономарьов; Михайло Дідик, Володимир Дідух;
- заслужені діячі мистецтв України: В.Камінський, М.Ластовецький; Михайло Віятик;
- заслужені артисти України: Ю. Федоров, Юрій Кот, І. Курков, Є. Кураєв, В. Пірог, С. Апостол, Ю. Юрист, В. Щур, В. Войт, В. Гулько, П. Карпюк, М. Шумський, А. Ільків, С. Рабійчук;
- лауреати Національної премії України імені Тараса Шевченка: Володимир Гронський, Володимир Дідух, Михайло Дідик, Віктор Камінський;
- піаністка й композитор Ірина Алексійчук;
- композитор Петро Ладиженський;
- музикант, журналіст Микола Кульбовський.

## Директори
- Цибульник Віктор Олексійович[6]
- Осауленко Іван Андрійович
- Царьов Борис Сергійович
- Рощин Богдан Францович
- Клименко Анатолій йосипович
- Бичак Василь Леонтійович
- Супрунов Віктор Іванович
- Мосійчук Іван Борисович
- Радченко Людмила Гнатівна
- Стрельникова Ірина Олексіївна
- Бернацький Віктор Юрійович (з 2013)